# Friedebert-Johannes Kuntz
Friedebert-Johannes Kuntz FSC (* 15. Juli 1915 als Johannes Kuntz in Rheinfelden (Baden); † 12. Februar 1945 in Manila, Philippinen) war ein deutscher Schulbruder und Märtyrer. 

## Leben
Johannes Kuntz trat im Alter von 14 Jahren in das Juvenat Le Rancher der Schulbrüder in Teloché in Frankreich ein. Unter dem Ordensnamen Friedebert-Johannes begann er 1932 das Noviziat und legte 1933 die Zeitlichen Gelübde ab. Er ging zum Erlernen des Englischen nach Dover und anschließend nach Ceylon. Dann unterrichtete er an einer Ordensschule in Malaya. Mit dem Ausbruch des Zweiten Weltkriegs wechselte er an das Kolleg der Schulbrüder in das anfänglich neutrale Manila auf den Philippinen. Dort fiel er kurz vor Kriegsende mit 40 anderen einem Massaker durch die japanische Besatzungsmacht zum Opfer.

## Gedenken
Die Römisch-katholische Kirche in Deutschland hat Bruder Friedebert-Johannes als Märtyrer in das deutsche Martyrologium des 20. Jahrhunderts aufgenommen.